# 三叉路
三叉路（さんさろ）は、3本の道路が集まる交差点である。三差路とも書く。

## 概要
三叉路のうち、丁（T）の字のような形で道路が集まるものを丁字路、Yの字のような形で道路が集まるものをY字路と呼ぶ。鹿児島県では十字路を「十文字」と呼ぶことから派生し、漢字の「三」は各字画が互いに交差しないにもかかわらず三叉路を「三文字」と呼んでいる。
日本の道路交通法では、第2条第1項第5号で、交差点を、
と定義しており、「丁字路」という語は用いられているが、「三叉路」という語は用いられていない。
沖縄県や鹿児島県等では、魔物（マジムン）は直進しかできないため、三叉路では突き当たりにぶつかってその先の家に入って来ると信じられた。このため、三叉路の突き当りには魔物除けのために石敢當と呼ばれる石板が置かれる。
- 日本の「丁形道路交差点あり」の交通標識
- 丁字路の例（1）
- 丁字路の例（1）と同じ場所を、別の方向から
- 丁字路の例（2）
- 丁字路の例（3）
- Y字路の例（愛知県岡崎市）